# Vierville (Eure-et-Loir)
Vierville ist eine französische Gemeinde mit 110 Einwohnern (Stand: 1. Januar 2022) im Département Eure-et-Loir in der Region Centre-Val de Loire (bis 2015 Centre). Die Gemeinde gehört zum Arrondissement Chartres und zum 2017 gegründeten Gemeindeverband Portes Euréliennes d’Île-de-France. 

## Geografie
Vierville liegt im Norden der Landschaft Beauce, 38 Kilometer ostsüdöstlich von Chartres und etwa 65 Kilometer südöstlich von Paris. Umgeben wird Vierville von den Nachbargemeinden Sainville im Norden, Oysonville im Osten, Gommerville im Südosten, Châtenay im Süden sowie Léthuin im Westen und Südwesten.

## Bevölkerungsentwicklung
| Jahr                      | 1962 | 1968 | 1975 | 1982 | 1990 | 1999 | 2006 | 2013 |
| Einwohner                 | 94   | 99   | 100  | 76   | 97   | 84   | 115  | 134  |
| Quelle: Cassini und INSEE |      |      |      |      |      |      |      |      |

## Sehenswürdigkeiten

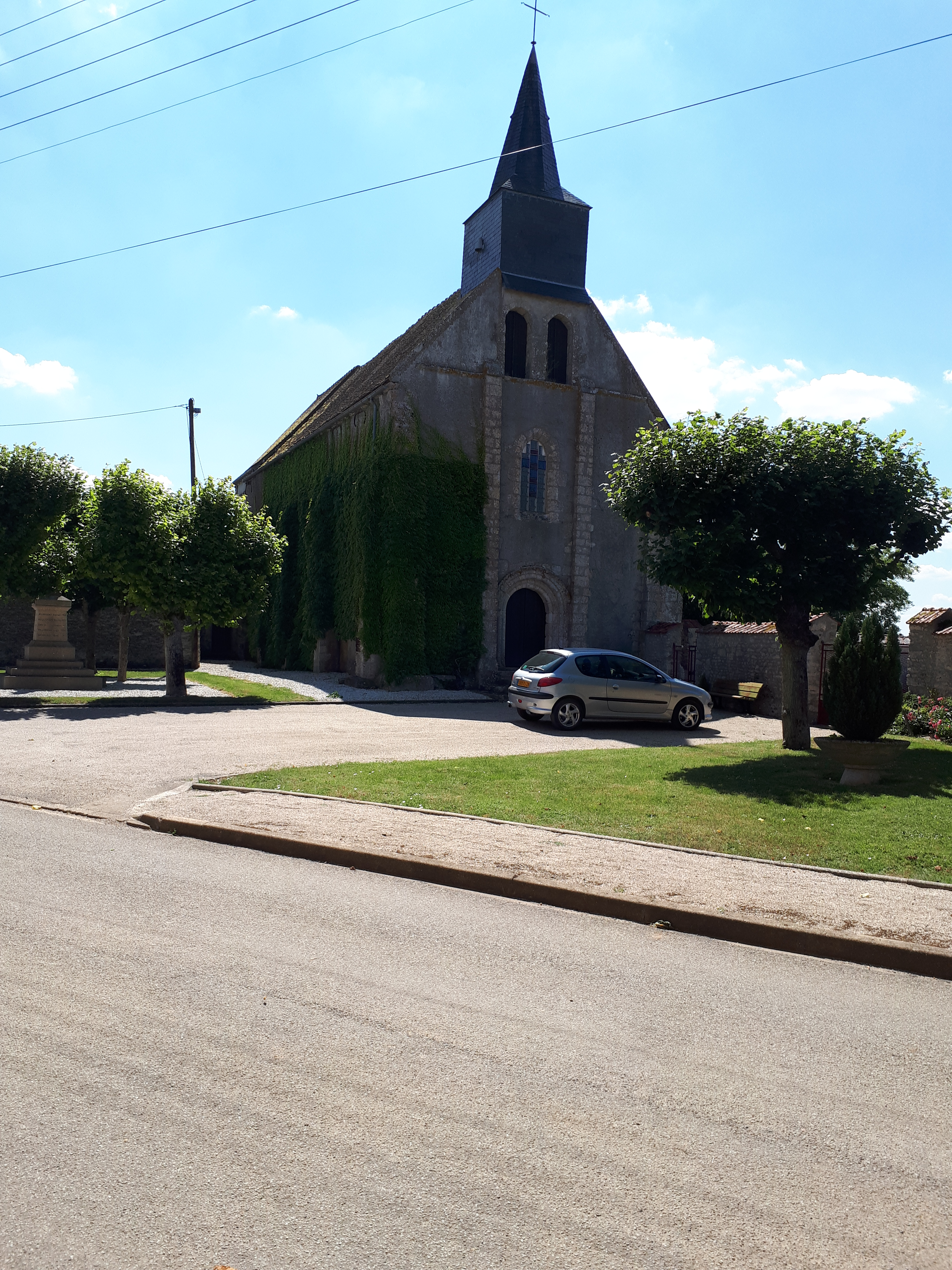
Kirche Saint-Hilaire

- Kirche Saint-Hilaire